# Joanna Horodyńska
Joanna Helena Horodyńska (ur. 30 listopada 1975 w Tychach) – polska modelka i stylistka telewizyjna.

## Życiorys
Jest córką Ewy Okoń-Horodyńskiej. Studiowała zarządzanie na Uniwersytecie Warszawskim i dziennikarstwo na Uniwersytecie Jagiellońskim. 
W 1992 została jedną z laureatek konkursu Twarz Roku. W wieku 18 lat wyjechała z Tychów do Warszawy, by rozpocząć pracę jako modelka. W 1994 wyjechała do pracy do Paryża, gdzie przez kilka sezonów prezentowała kolekcje na wybiegach. Trzykrotnie pozowała do polskiej edycji Playboya. W styczniu 2000 pozowała w „CKM”. W tym samym roku zakończyła pracę jako modelka na wybiegach (wyjątek robi dla projektantki mody Anny Brodzińskiej, u której pojawia się na wybiegu).
Prowadziła program Pieprz na Atomic TV i współprowadziła talk-show Miasto kobiet na TVN Style. W 2008 wystąpiła w kampanii reklamowej telefonów komórkowych marki Sony Ericsson i prowadziła program New Look w VH1 Polska. W latach 2009–2018 współprowadziła program Gwiazdy na dywaniku w Polsat Café, również od 2009 redaguje rubrykę poświęconą modzie i stylizacji w czasopiśmie „Party”. W 2010 została stylistką w programie You Can Dance – Po prostu tańcz na TVN i zaprojektowała kolekcję ubrań dla marki odzieżowej Gatta.

## Życie prywatne
W 2009 po ośmiu latach nieformalnego związku rozstała się z Markiem Sową, byłym prezesem stacji Atomic TV.

## Programy telewizyjne
- Pieprz (Atomic TV) – prezenterka
- Miasto kobiet (TVN Style) – współprowadząca
- 2008: New Look (VH1 Polska) – prezenterka
- od 2009: Gwiazdy na dywaniku (Polsat Café) – współprowadząca
- 2010: You Can Dance – Po prostu tańcz (TVN) – stylistka w programie
- od 2010: Dzień dobry TVN (TVN) – stylistka oceniająca kreacje polskich celebrytów w cyklu Najlepsze i najgorsze kreacje gwiazd
- od 2014: Shopping Queen (Polsat Cafe) – jurorka (1. edycja), prowadząca (od 2. edycji)

## Udział w reklamach
- 2009: reklama dezodorantu Rexona Women
- 2011: reklama rajstop marki Gatta
- 2011: reklama płynu do prania marki Dreft